# 苏德互不侵犯条约

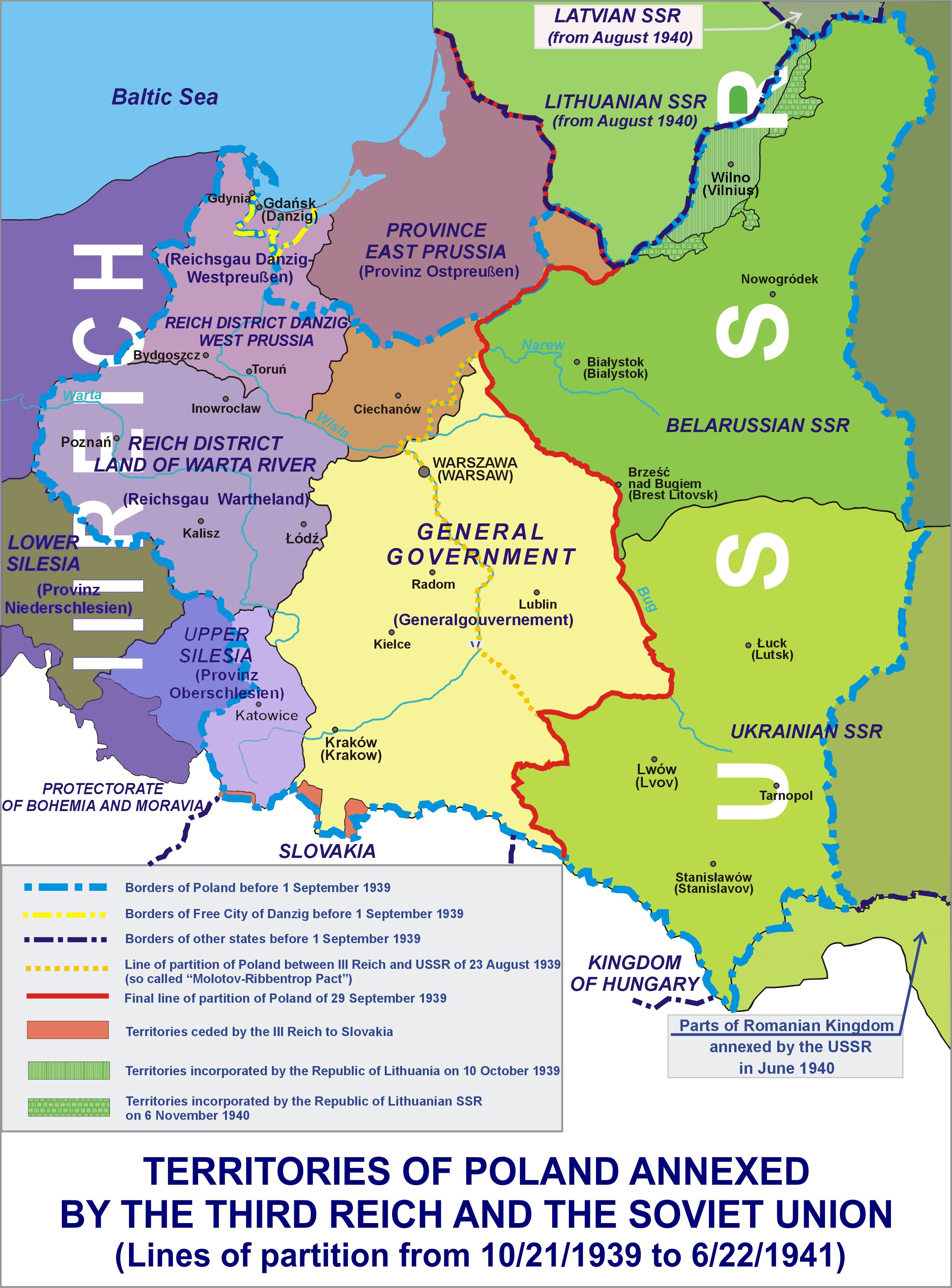
苏德互不侵犯条约签订后两国瓜分东欧国家的情况。

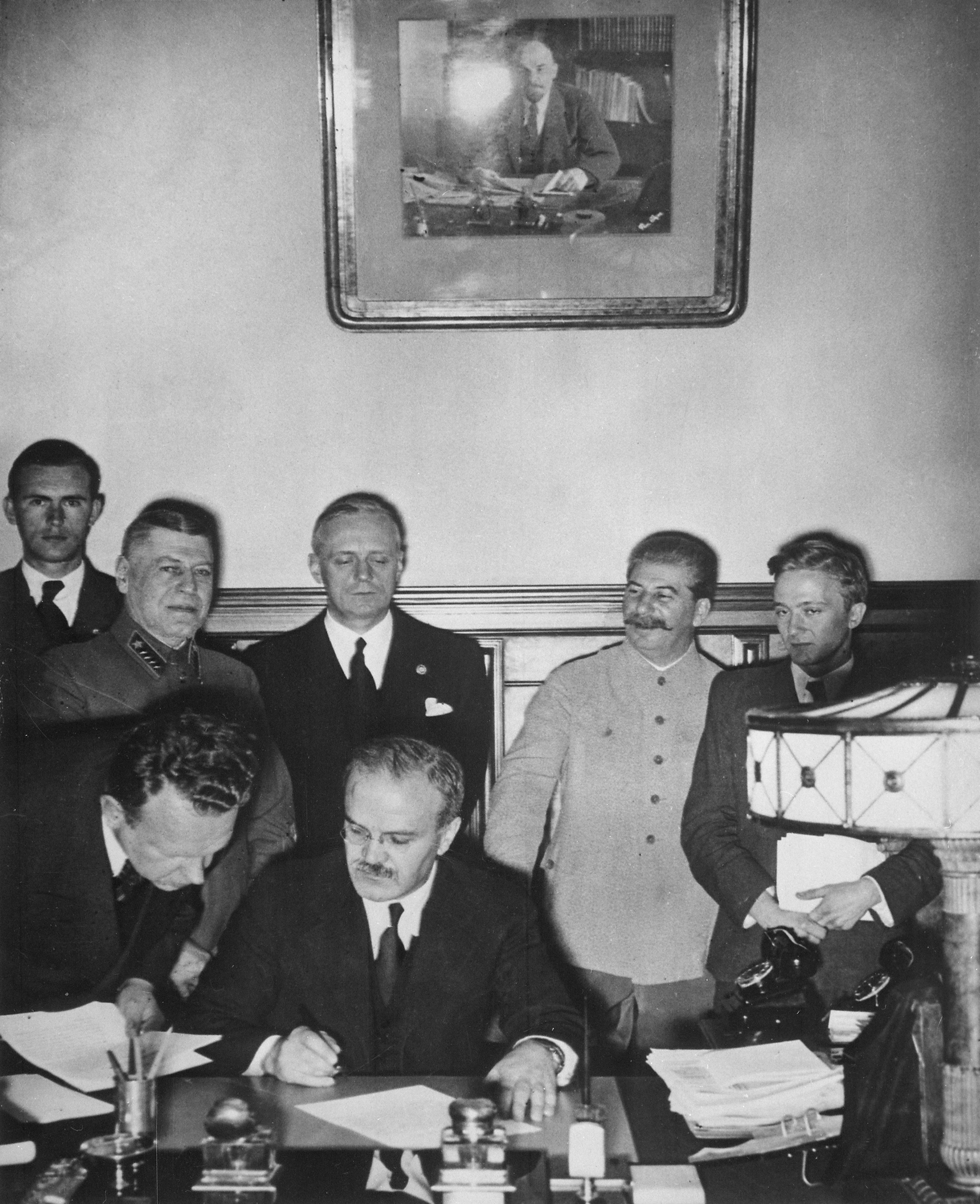
德國和蘇聯外長在1939年8月23日在莫斯科簽定《蘇德互不侵犯條約》，蘇共總書記斯大林見證條約簽署

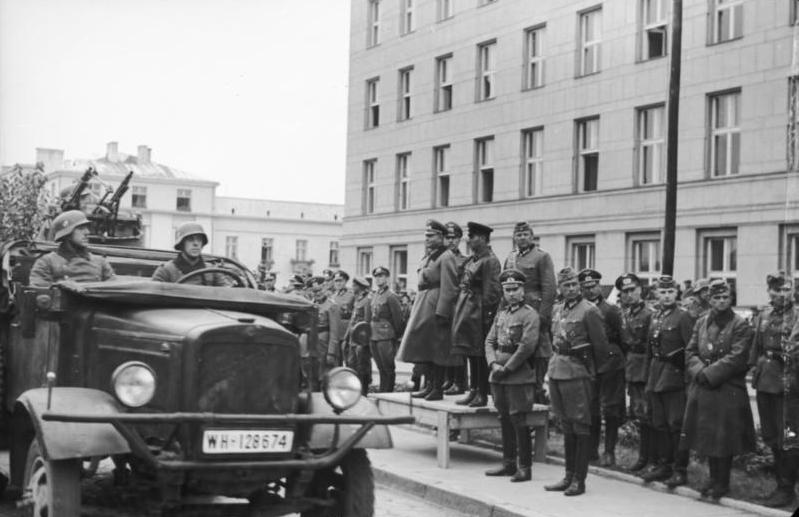
1939年9月23日，占领波兰的苏俄和纳粹德国军队在布列斯特移交仪式上举行联合阅兵。

《苏德互不侵犯条约》是1939年第二次世界大战爆发前蘇聯与德國在莫斯科所签订之互不侵犯條約，目標是初步建立蘇德在擴張之間的友誼與共識，並導致波蘭，波罗的海三国以及罗马尼亚的比萨拉比亚地区被瓜分。条约也称为苏德条约、莫洛托夫-里宾特洛甫条约或希特勒-斯大林条约。
在该条约正式签订之前，苏联在1939年8月同时与英法及纳粹德国分别进行谈判。8月23日，苏德双方签署了《莫洛托夫-里宾特洛甫条约》，并回绝了英法进一步谈判的要求。其条款规定了双方对另一方的和平书面保证，并承诺任何一方政府都不会与另一方结盟或援助另一方敌人。除了公开宣布的互不侵犯条款外，该条约还包括《秘密议定书》，该议定书规定了苏联和德国在波兰、立陶宛、拉脱维亚、爱沙尼亚和芬兰的势力范围。该秘密议定书还承认立陶宛在维尔纽斯地区的利益，德国宣布对比萨拉比亚完全不感兴趣。传闻中的《秘密议定书》的存在只有在纽伦堡审判期间公开后才得到证实。
条约签订后数日，德军于1939年9月1日入侵波兰，随后苏联领导人约瑟夫·斯大林亦于9月17日下令苏军入侵波兰，一天前，苏日停火协议在諾門罕戰役后生效，一天后，苏联最高苏维埃批准了《莫洛托夫-里宾特洛甫条约》。入侵后，《德苏边境条约》的补充议定书确认了两国之间的新边界。1940年3月，芬兰卡累利阿和萨拉地区的部分地区在冬季战争后被苏联吞并。随后，苏联吞并了爱沙尼亚、拉脱维亚、立陶宛和罗马尼亚部分地区（比萨拉比亚、北布科维纳和赫特萨地区）。对乌克兰人和白俄罗斯人的担忧被用作苏联入侵波兰的借口。1940年斯大林入侵布科维纳违反了该协议，因为它超出了与轴心国商定的苏联势力范围。
1939年苏联入侵后被苏联吞并的波兰在寇松线以东的领土在战争结束后仍留在苏联，现在位于乌克兰和白俄罗斯。维尔纽斯被给予立陶宛。只有波德拉斯基和圣河以东、普热米斯周围的加利西亚一小部分地区被归还波兰。在1939年至1940年被苏联吞并的所有其他领土中，从芬兰（西卡累利阿、佩特萨莫）、爱沙尼亚（爱沙尼亚英格利亚和佩特塞里县）和拉脱维亚（阿布雷内）分离出来的领土仍然是俄罗斯的一部分，俄罗斯是1991年苏联解体后俄罗斯苏维埃社会主义共和国的继承国。从罗马尼亚吞并的领土也已并入苏联（摩尔多瓦苏维埃社会主义共和国或乌克兰苏维埃社会主义共和国州）。比萨拉比亚的核心现在形成了摩尔多瓦。北比萨拉比亚、北布科维纳和赫特萨地区现在组成了乌克兰的切尔尼夫齐州。比萨拉比亚南部是敖德萨州的一部分，敖德萨也在乌克兰境内。
1941年6月22日，德国撕毁苏德互不侵犯条约，发起了巴巴罗萨行动入侵苏联，以追求生存空間的意识形态目标。英苏协议取代了它。战后，里宾特洛甫在纽伦堡审判中被判战争罪并被处决。莫洛托夫于1986年去世。
二战结束后，苏俄继续占领了条约中同纳粹瓜分的许多地区。例如波罗的海三国直到1991年才宣布由于苏俄对这些国家的占领因为苏德互不侵犯条约而自始便非法而获得解放，而苏德条约中议定的其它一些占领区，例如比萨拉比亚其中的德涅斯特河左岸地区，以及芬兰的卡累利阿地峡等，至今仍为俄国占领。

## 背景
第一次世界大战的结果对德意志帝国和俄罗斯帝国来说都是灾难性的。1917年末，布尔什维克革命爆发后，俄罗斯内战爆发，新苏维埃俄罗斯的第一任领导人弗拉基米尔·列宁承认芬兰、爱沙尼亚、拉脱维亚、立陶宛和波兰的独立。此外，面对德国的军事推进，列宁和托洛茨基被迫同意《布列斯特-立陶夫斯克條約》，该条约将俄罗斯西部的许多领土割让给德国。德国解体后，协约国领导的军队介入了俄国内战（1917–1922）。
1922年4月16日，魏玛共和国和苏联达成《拉帕洛条约》，宣布放弃对彼此的领土和财政主张。双方还根据《柏林条约》（1926年）承诺在对方遭到攻击时保持中立。第一次世界大战后，两国之间的贸易急剧下降，但20世纪20年代中期签署的贸易协议帮助贸易增加到4.33亿ℛℳ到1927年每年。
20世纪30年代初，纳粹党的上台加剧了德国与苏联以及其他有斯拉夫人的国家之间的紧张关系，因为根据纳粹的种族主义意识形态，斯拉夫人被认为是“下等人”。此外，反犹太主义的纳粹将犹太人与共产主义和金融资本主义联系在一起，他们都反对这两种资本主义。纳粹理论认为，苏联的斯拉夫人正由“犹太布尔什维克”大师统治。希特勒曾说过，为争夺德国在东部的土地，将进行一场不可避免的战斗。由此产生的德国反布尔什维克主义的表现和苏联外债的增加导致了德苏贸易的急剧下降。 苏联对德国的货物进口量降至2.23亿ℛ1934年，由于更加孤立主义的斯大林体制下的苏联政府掌权，以及战后放弃《凡尔赛条约》的军事控制，这两项都减少了德国对苏联进口的依赖。
1936年，德国和意大利在西班牙内战中支持極右派西班牙國民軍，但苏联支持已共產化的西班牙第二共和国。因此，西班牙内战成为德国和苏联之间的代理人战争。1936年，德国和日本加入了《反共产国际公约》，一年后意大利加入了该公约。
1939年3月31日，英国向波兰保证，“如果任何行动明显威胁到波兰的独立，如果波兰人认为用武力抵抗这种行动至关重要，英国将提供援助”。希特勒非常愤怒，因为这意味着英国人致力于欧洲的政治利益，而他的土地掠夺，如对捷克斯洛伐克的接管，将不再被掉以轻心。后来，在威廉港的一次集会上，人们听到了他对政治将死的回应：“地球上没有任何力量能够打破德国的力量，如果西方盟国认为德国会在他们召集‘卫星国’为他们的利益行事时袖手旁观，那么他们大错特错了”。最终，希特勒对英波联盟的不满导致了对莫斯科战略的重组。阿尔弗雷德·罗森伯格写道，他曾与赫尔曼·戈林就与苏联的潜在联盟进行过交谈：“当德国的生命危在旦夕时，即使是与莫斯科的临时联盟也必须考虑”。1939年5月初的某个时候，里宾特洛甫在贝格霍夫给希特勒看了一部斯大林在最近的阅兵式上观看军队的电影。希特勒对与苏联结盟的想法很感兴趣，里宾特洛甫回忆起希特勒说斯大林“看起来像一个可以做生意的人”。里宾特洛甫随后获准与莫斯科进行谈判。

### 慕尼黑会议
希特勒激烈的反苏言论是英国和法国认为苏联参加1938年关于捷克斯洛伐克的慕尼黑会议既危险又无用的原因之一。在随后的《慕尼黑协定》中，会议于1938年末同意德国吞并捷克斯洛伐克的一部分，但在1939年初已完全被德國解散。对德国的绥靖政策是由英国首相内维尔·张伯伦和法国總理爱德华·达拉迪尔的政府实施的。这项政策立即引发了一个问题，即苏联能否避免成为希特勒名单上的下一个。苏联领导层认为，西方希望鼓励德国在东方的侵略，并在德国发动的战争中保持中立，希望德国和苏联能互相消耗，结束两个政权。
对德国来说，自给自足的经济方式和与英国的联盟是不可能的，因此有必要与苏联建立更密切的关系来获得原材料。除了经济原因外，预计英国在战争期间的封锁也会给德国造成一些关键原材料的严重短缺。《慕尼黑协定》之后，德国军事供应需求的增加和苏联对军事机械的需求使两国在1938年末至1939年3月进行了谈判。此外，苏联第三个五年计划要求注入新的技术和工业设备。德国战争策划者估计，如果德国在没有苏联供应的情况下参战，原材料将严重短缺。
1939年3月31日，作为对德国无视《慕尼黑协定》佔領了捷克和建立波希米亚和摩拉維亞保护国及斯洛伐克國的回应，英国和法国承诺保證波兰、比利时、罗马尼亚、希腊和土耳其的独立。4月6日，波兰和英国同意将该保证正式确定为军事联盟，等待谈判。4月28日，希特勒谴责1934年德波互不侵犯條約和1935年英德海军协定。
1939年3月中旬，为了遏制希特勒的扩张主义，苏联、英国和法国开始就一项潜在的政治和军事协议交换一系列建议和反计划。非正式协商于4月开始，但主要谈判仅在5月开始。与此同时，在整个1939年初，德国都曾秘密向苏联外交官暗示，它可以为政治协议提供比英国和法国更好的条件。
苏联害怕西方大国和“资本主义包围”的可能性，对防止战争几乎没有希望，只希望与法国和英国结成铁腕军事联盟，为对德国的双管齐下的进攻提供有保障的支持。因此，斯大林对集体安全线的坚持纯粹是有条件的。英国和法国认为战争仍然可以避免，而且由于苏联在大清洗中被削弱了，因此不能成为主要的军事参与者。许多军事消息来源与最后一点不一致，特别是在苏联在遠東战胜駐滿洲國的日本关东军之后。法国比英国更渴望与苏联达成协议。作为一个大陆大国，法国更愿意做出让步，也更担心苏联和德国之间达成协议的危险，这种截然不同的态度在一定程度上解释了为什么苏联经常被指控在1939年玩双重游戏，即与英国和法国就结盟进行公开谈判，但秘密考虑德国的提议。
到5月底，草案已经正式提交。6月中旬，主要的三方谈判开始了。讨论的重点是在德国侵略的情况下对中欧和东欧的潜在保障。苏联提议认为波罗的海国家对德国的政治转向将构成对苏联的“间接侵略”。英国反对这样的提议，因为他们担心苏联提议的语言会证明苏联干预芬兰和波罗的海国家是合理的，或者会促使这些国家寻求与德国建立更密切的关系。关于“间接侵略”定义的讨论成为各方之间的症结之一，到7月中旬，三方政治谈判实际上陷入停滞，而各方同意开始就军事协议进行谈判，苏联坚持认为，军事协议必须与任何政治协议同时达成。在军事谈判开始前一天，苏联政治局悲观地预计即将到来的谈判将毫无进展，并正式决定认真考虑德国的提议。军事谈判于8月12日在莫斯科开始，英国代表团由退役海军上将雷金纳德·德拉克爵士率领，法国代表团由艾梅·多门斯将军率领，苏联代表团由国防委员克里门特·伏罗希洛夫和总参谋长鲍里斯·沙波什尼科夫率领。在没有书面证书的情况下，德拉克斯没有被授权向苏联保证任何事情，英国政府指示他尽可能延长讨论时间，避免回答波兰是否会同意在德国入侵的情况下允许苏联军队进入该国的问题。由于谈判失败，可能失去了阻止德国侵略的大好机会。

## 谈判

### 秘密会谈开始
从4月到7月，苏联和德国官员就开始政治谈判的可能性发表了声明，但没有进行实际谈判。历史学家格哈特·温伯格写道：“苏联多年来一直希望与德国保持良好关系，很高兴看到这种感觉最终得到了回报”。随后关于德国和苏联之间潜在政治协议的讨论必须纳入两国之间的经济谈判框架，因为20世纪30年代中期之前存在的密切军事和外交联系基本上已经切断5月，斯大林用维亚切斯拉夫·莫洛托夫取代了1930年至1939年的外交部长马克西姆·李维诺夫，让苏联在与更多政党的讨论中有更多的自由度，而不仅仅是英国和法国。李维诺夫主张与西方和解，也是犹太人。
1939年8月23日，两架福克斯-伍尔夫秃鹰在里宾特洛甫的带领下降落到莫斯科，秃鹰上有德国外交官、官员和摄影师（每架飞机约20人）。当德國特使走下飞机时，一支苏联军乐队演奏了德國國歌（不包括另一首國歌霍斯特·威塞爾之歌）。德國人的到来是精心策划的，所有的美学都井然有序。这把经典的鐮刀錘頭被支撑在德國國旗的纳粹十字旁边，旗帜曾在当地一家电影制片厂用于苏联宣传电影。下了飞机并握手后，里宾特洛甫和古斯塔夫·希尔格，以及德国大使弗里德里希·维尔纳·冯·德·舒伦堡和斯大林的首席保镖尼古拉·弗拉西克，乘坐NKVD运营的豪华轿车前往红场。豪华轿车抵达斯大林办公室附近，受到了斯大林私人总理办公室主任亚历山大·波斯克里比雪夫的欢迎。德国人被带上一段楼梯，来到一间家具豪华的房间。斯大林和莫洛托夫向来访者致意，这让德國人非常惊讶。众所周知，斯大林避免会见外国访客，因此他出席会议表明苏联对谈判的重视程度。
1939年7月下旬和8月初，苏联和德国官员就计划中的经济协议的大部分细节达成一致，并专门讨论了一项潜在的政治协议，苏联表示只有在达成经济协议后才能达成。
谈判期间，德国人在莫斯科的存在被视为相当紧张。德国飞行员汉斯·鲍尔回忆说，苏联秘密警察跟踪每一个举动。他们的工作是通知当局他何时离开住所以及前往何处。鲍尔的导游告诉他：“另一辆车会把自己钉在我们身上，在后面跟着我们50码左右，无论我们走到哪里，无论我们做什么，秘密警察都会紧跟在我们后面。”鲍尔还回忆说，他曾试图给他的俄罗斯司机小费，这导致了激烈的言语交流：“他非常愤怒。他想知道这是否是他为我们尽最大努力将他送进监狱而得到的感谢。我们非常清楚，收取小费是被禁止的。”

### 八月谈判
8月初，德国和苏联制定了经济协议的最后细节，并开始讨论政治联盟。两国外交官相互解释了20世纪30年代两国外交政策敌对的原因，并在两国的反资本主义中找到了共同点：“德国、意大利和苏联的意识形态中有一个共同因素：反对资本主义国家”“在我们看来，一个社会主义国家站在西方国家一边是很不自然的”。
与此同时，英国、法国和苏联的谈判代表计划于1939年8月在莫斯科举行关于军事问题的三方会谈，旨在确定协议将具体规定三国对德国袭击的反应。8月中旬开始的三方军事会谈触及了一个症结，即如果德国发动进攻，苏联军队将通过波兰，各方都在等待英国和法国海外官员向波兰官员施压，要求他们同意这些条款。如果德国发动进攻，波兰官员拒绝允许苏联军队进入波兰领土；波兰外交部长约泽夫·贝克指出，波兰政府担心，如果蘇聯红军进入波兰领土，他们将永远不会离开。
8月19日，1939年《德苏商业协议》终于签署。8月21日，苏联暂停了三方军事会谈，并列举了其他原因。同一天，斯大林得到保证，德国将批准拟议的互不侵犯条约的秘密议定书，该条约将把维斯瓦河以东的一半波兰以及拉脱维亚、爱沙尼亚、芬兰和羅馬尼亞的比萨拉比亚纳入苏联的势力范围。当晚，斯大林回答说，苏联愿意签署该协议，他将于8月23日接见里宾特洛甫。

### 新闻泄露
1939年8月25日，《纽约时报》在头版刊登了奥托·D·托利休斯的一篇文章，题为“纳粹的秘密谈话”，副标题包括“苏联和帝国在东方问题上达成一致”。1939年8月26日，《纽约时报》报道了德國盟友日本人对该协议的愤怒和法国共产党对该协议感到惊讶。然而，同一天，托利休斯提交了一篇报道，指出德军在格里威茨附近移动，这导致了1939年8月31日格里威茨的假旗事件。1939年8月28日，《纽约时报》仍在报道对格里威茨突袭的担忧。1939年8月29日，《纽约时报》报道称，最高苏维埃在召开会议就协议采取行动的第一天就失败了。同一天，《纽约时报》也在加拿大蒙特利尔报道称，芝加哥大学的美国教授塞缪尔·N·哈珀公开表示，他认为“俄德互不侵犯条约掩盖了一项协议，根据该协议，俄罗斯和德国可能规划了东欧的势力范围”。1939年8月30日，《纽约时报》报道了苏联从远东调动20万军队在其西部边境集结的情况。

## 秘密议定书
8月22日，在与法国和英国谈判破裂的第二天，莫斯科透露里宾特洛甫将于次日拜访斯大林。苏联仍在与驻莫斯科的英国和法国使团进行谈判。由于西方国家不愿接受苏联的要求，斯大林转而签订了一项德苏秘密协议。8月23日，又签署了一项为期十年的互不侵犯条约，其中包括协商、在任何一方不同意的情况下进行仲裁、在任何对第三国开战的情况下保持中立，以及不加入“直接或间接针对另一方”的集团。1939年8月21日，苏联报纸《消息报》的文章《论苏德关系》指出：在苏德贸易和信贷协议完成后，出现了改善德国和苏联之间政治联系的问题。
该协议还有一项秘密议定书，直到1945年德国战败后才被披露，尽管有关其条款的暗示早就被泄露了，以影响立陶宛。根据议定书，罗马尼亚、波兰、立陶宛、拉脱维亚、爱沙尼亚和芬兰被划分为德国和苏联的“势力范围”。在北部，芬兰、爱沙尼亚和拉脱维亚被划归苏联管辖。波兰将在“政治重组”的情况下被瓜分：比萨河、纳雷夫河、维斯瓦河和圣河以东的地区将归苏联所有，德国将占领西部。立陶宛毗邻东普鲁士，被分配到德国的势力范围，但1939年9月达成的第二项秘密协议将立陶宛重新分配给了苏联。根据议定书，立陶宛将被授予其历史首都维尔纽斯，维尔纽斯在两次世界大战期间由波兰控制。另一项条款规定，德国不会干涉苏联对当时属于罗马尼亚的比萨拉比亚的行动。因此，比萨拉比亚以及北部布科维纳和赫特萨地区被苏联占领并并入苏联。
在签字仪式上，里宾特洛甫和斯大林进行了热烈的交谈，互相敬酒，并进一步谈到了两国在20世纪30年代的敌对行动。他们将英国定性为总是试图破坏苏德关系，并表示《反共产国际公约》不是针对苏联，而是针对西方国家，“主要吓坏了伦敦金融城和英国店主。”

## 揭露
该协议震惊了世界。1939年8月，约翰·冈瑟在莫斯科回忆起8月19日商业协议的消息是如何让希望世界和平的记者和外交官感到惊讶的。他们没有想到8月21日会宣布互不侵犯条约：“没有什么比这更令人难以置信的了。惊讶和怀疑很快变成了惊愕和恐慌”。这一消息遭到了世界各地政府领导人和媒体的极度震惊和惊讶，他们中的大多数人只知道已经进行了数月的英法苏谈判；德国的盟友，尤其是日本；共产国际和外国共产党；以及世界各地的犹太社区。
8月24日，《真理报》和《消息报》刊登了该条约公开部分的新闻，并在头版刊登了著名的莫洛托夫在微笑的斯大林的注视下签署条约的照片，向意大利外交官和美国临时代办通报了关于两国分配的“势力范围”中的重大利益的秘密议定书，但未能透露“领土和政治重新安排”的吞并权。该协议的公开条款远远超过了普通互不侵犯条约的条款，该条约要求双方相互协商，不得帮助第三方攻击，以至于冈瑟听到了一个笑话，说斯大林加入了反共产国际条约。《时代》杂志在1941年4月之前多次将该公约称为“公社公约”，将其参与者称为“共同体”。
苏联的宣传和代表不遗余力地将他们在签署该协议前十年以各种方式反对和对抗德国人这一事实的重要性降至最低。莫洛托夫试图通过向记者评论“法西斯主义是一个品味问题”来向德国人保证他的善意。就德国而言，它也公开改变了对苏联的恶毒反对，但希特勒仍然认为对苏联的攻击是“不可避免的”。
波罗的海国家的情报组织在该协议签署几天后首先表达了对可能存在秘密协议的担忧。当苏联谈判代表在这些国家的军事基地谈判中提到其内容时，猜测变得更加强烈。
协议签署后的第二天，法英军事代表团紧急要求与苏联军事谈判代表克里门特·伏罗希洛夫会面。8月25日，伏罗希洛夫告诉他们，“鉴于政治局势的变化，继续对话毫无用处。”同一天，希特勒告诉英国驻柏林大使，与苏联的协议阻止了德国面临两线战争，这改变了第一次世界大战的战略局势，英国应该接受他对波兰的要求。
8月25日，当英国加入与波兰的防务协定时，希特勒感到惊讶。希特勒将8月26日入侵波兰的计划推迟到9月1日。根据防务协定，英国和法国于9月3日向德国宣战。

## 芬兰、波兰、波罗的海国家和罗马尼亚的后果

### 初次侵入

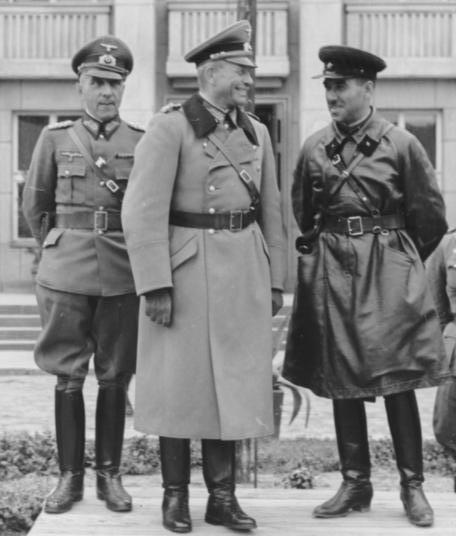
德苏占领波兰后，苏军将领谢苗·克里沃申(右)同德军将领海因茨·古德里安(中)及毛里茨·冯·维克托林(左)在布列斯特-立陶夫斯克联合阅兵式上合影。

9月1日，德国从西方入侵波兰。在几天内，德国开始屠杀波兰和犹太平民以及战俘，在德国占领的第一个月，屠杀发生在30多个城镇和村庄。德国空军还参与了对道路上逃离的平民难民的扫射和轰炸行动。苏联协助德国空军，允许他们使用明斯克苏联广播电台广播的信号，据称“用于紧急航空实验”。
在罗伯特·瑟维斯看来，斯大林并没有立即采取行动，而是在等待德国人是否会在商定的区域内停下，而苏联也需要在苏日边境战争中确保边境安全。9月17日，苏联撕毁了1932年《苏波互不侵犯条约》并派红军入侵波兰，此时波兰军队已经在其西部与实力强大得多的德国军队作战，他们拼命试图推迟德军攻占华沙，因此，波兰军队无法对苏联发动重大抵抗。随后苏德两国按照苏德互不侵犯条约之秘密议定书规定的势力范围瓜分了波兰的领土。
9月18日，《纽约时报》发表了一篇社论，认为“希特勒主义是棕色共产主义，斯大林主义是红色法西斯主义……世界现在将明白，唯一真正的‘意识形态’问题是民主、自由、和平与专制、恐怖、战争之间的问题。”
9月21日，苏联元帅伏罗希洛夫、德国武官科斯特林将军和其他军官在莫斯科签署了一项正式协议，协调波兰的军事行动，包括“清除”破坏者和协助摧毁“敌人”的红军。德苏联合阅兵在利沃夫和布雷斯特-利托夫斯克举行，两国军事指挥官在后者举行了会晤。斯大林在8月决定清算波兰国家，9月的德苏会议讨论了“波兰地区”的未来结构。苏联当局立即开始对新获得的地区进行苏联化运动。苏联占领当局随后组织了分阶段的选举，正式吞并了波兰东部地区。

### 修改秘密协议
苏联入侵波兰克雷西11天后，《莫洛托夫-里宾特洛甫条约》的秘密议定书被《德苏友好合作和边界划定条约》修改，将波兰的大部分领土分配给德国，并移交立陶宛，但谢舒佩河左岸“立陶宛地带”除外，从设想中的德国领域到苏联领域。1939年9月28日，苏联和德意志帝国发表联合声明，宣布：
德意志帝国政府和苏联政府通过今天签署的条约，最终解决了波兰国家崩溃带来的问题，从而为该地区的持久和平奠定了坚实的基础，他们相互表示相信，结束目前德国与英国和法国之间的战争状态符合各国人民的真正利益。因此，两国政府将在必要时与其他友好大国共同努力，争取尽快实现这一目标。然而，如果两国政府的努力仍然没有结果，这将表明英国和法国对战争的继续负有责任，因此，在战争继续的情况下，德国和苏联政府应就必要措施进行相互协商。
10月3日，德国驻莫斯科大使弗雷德里希·沃尔纳·冯·舒伦堡通知約阿希姆·馮·里賓特洛甫，苏联政府愿意割让维尔纽斯市及其周边地区。1939年10月8日，维亚切斯拉夫·莫洛托夫与德国大使交换信件，达成了一项新的纳粹-苏联协议。
波罗的海国家爱沙尼亚、拉脱维亚和立陶宛别无选择，只能签署所谓的“国防和互助公约”，允许苏联在这些国家驻军。

### 苏联与芬兰的战争和卡廷大屠杀
在波罗的海国家被迫接受条约后，斯大林将目光转向芬兰，并相信芬兰的投降可以在不付出巨大努力的情况下实现。苏联要求在卡累利阿地峡、芬兰湾岛屿和芬兰首都赫尔辛基附近建立军事基地，遭到芬兰拒绝。苏联于11月26日对美因拉发动炮击，并以此为借口退出《苏芬互不侵犯条约》。11月30日，红军入侵芬兰，发动冬季战争，目的是将芬兰并入苏联。苏联征服芬兰后，苏联成立了芬兰民主共和国来管理芬兰。列宁格勒军区领导人安德烈·日丹诺夫委托德米特里·肖斯塔科维奇创作了一首庆祝曲《芬兰主题组曲》，在红军行进乐队在赫尔辛基游行时表演。在谢苗·季莫申科的指挥下，芬兰的防御令人惊讶地持续了三个多月，并给苏联军队造成了巨大损失，苏联最终达成了临时和平。芬兰割让了卡累利阿和萨拉的部分地区（占芬兰领土的9%），这导致约42.2万卡累利人（占芬兰人口的12%）失去了家园。苏联官方在战争中的伤亡人数超过了20万，苏联总理尼基塔·赫鲁晓夫后来声称伤亡人数可能有100万。
大约在那个时候，在几次盖世太保-NKVD会议之后，苏联NKVD官员还对营地中的300000名波兰战俘进行了长时间的审问，这是一个确定谁将被杀害的选拔过程。1940年3月5日，在后来被称为卡廷大屠杀的事件中，22000名军人和知识分子被处决，被贴上“民族主义者和反革命者”的标签，或被关押在乌克兰西部和白俄罗斯的营地和监狱中。

### 苏联占领了波罗的海国家和罗马尼亚的一部分
1940年6月中旬，当国际社会关注德国入侵法国时，苏联NKVD部队突袭了立陶宛、爱沙尼亚和拉脱维亚的边境哨所。国家行政机构被清算，取而代之的是苏联干部。他们驱逐或杀害了34250名拉脱维亚人、75000名立陶宛人和近60000名爱沙尼亚人。举行了选举，一名亲苏候选人被列为许多职位的候选人，由此产生的人民议会立即要求加入苏联，并获得批准。（苏联吞并了整个立陶宛，包括指定给德国的地区。）
最后，在6月26日，法国和德国停战四天后，苏联发出最后通牒，要求从罗马尼亚撤出比萨拉比亚和出乎意料的北布科维纳。两天后，罗马尼亚人同意了苏联的要求，苏联占领了这些领土。赫特萨地区最初不是苏联提出的要求，但在罗马尼亚人同意苏联最初的要求后，该地区被武力占领。随后的驱逐潮开始于比萨拉比亚和布科维纳北部。

### 坦能堡行动和其他纳粹暴行的开端
1939年10月底，德国颁布了不服从德国占领的死刑。德国开始了一场“日耳曼化”运动，这意味着在政治、文化、社会和经济上将被占领的领土同化为德意志帝国。5万至20万波兰儿童被绑架，准备被日耳曼化。
消灭波兰精英和知识分子是東方總計畫的一部分。知识分子行动是一项消灭波兰知识界（波兰的“领导阶层”）的计划，发生在德国入侵波兰后不久，从1939年秋天一直持续到1940年春天。行动的结果是，在十次地区行动中，约有60000名波兰贵族、教师、社会工作者、牧师、法官和政治活动家被杀。1940年5月，当德国发动AB行动时，仅在坦能堡行动中就有16000多名知识分子被谋杀。
德国还计划将所有土地并入德国。这一决策导致200万波兰人被迫重新安置。1939年至1940年的严冬，家庭被迫外出旅行，留下了几乎所有的财产，没有得到补偿。仅在坦能堡行动中，就有75万波兰农民被迫离开，他们的财产被交给了德国人，另有33万人被谋杀。德国计划最终将波兰人迁移到西伯利亚。
尽管德国在大多数其他被占领国家使用强迫劳工，但波兰人和其他斯拉夫人在纳粹宣传中被视为劣等，因此更适合履行这些职责。100万至250万波兰公民被送往帝国从事强迫劳动。所有波兰男性都被强迫劳动。虽然波兰人受到选择性迫害，但所有犹太人都是帝国的目标。在1939–1940年的冬天，大约10万犹太人因此被驱逐到波兰。他们最初被聚集在大规模的城市贫民区，比如被关押在华沙贫民区的38万人，在那里，大量人在恶劣的条件下死于饥饿和疾病，其中仅华沙贫民区就有4.3万人。波兰人和犹太人被关押在德国占领的波兰和德意志帝国广泛的集中营系统的几乎每个营地。在1940年6月14日开始运作的奥斯威辛集中营，110万人丧生。

### 罗马尼亚和苏维埃共和国
1940年夏天，出于对苏联的恐惧，加上德国对罗马尼亚邻国领土要求的支持，以及罗马尼亚政府自己的误判，导致罗马尼亚遭受了更多的领土损失。6月28日至7月4日，苏联占领并吞并了罗马尼亚的比萨拉比亚、布科维纳北部和赫特萨地区。
8月30日，里宾特洛甫和意大利外交部长齊亚诺作出了第二次維也納仲裁裁決，将北特兰西瓦尼亚授予匈牙利。9月7日，罗马尼亚将南多布罗加割让给保加利亚。在接下来的几个月里发生了各种各样的事件后，罗马尼亚越来越有被德国占领的可能，最終罗马尼亚選擇加入德国陣營。
苏联占领的领土被改为苏联加盟共和国。在吞并后的两年里，苏联逮捕了大约10万波兰公民，驱逐了35万至150万波兰公民，其中25万至100万人死亡，其中大部分是平民。偏远地区发生了被迫重新安置到古拉格劳改营和流亡定居点的事件。根据诺曼·戴维斯的说法，到1940年7月，他们中几乎有一半已经死亡。

### 解决边界和移民问题的进一步秘密协议修改
1941年1月10日，德国和苏联签署了一项协议，解决了几个悬而未决的问题。新协议中的秘密议定书修改了《德苏边界与友好条约》的“秘密附加议定书”，以750万美元正式确定了德国和苏联在伊戈尔卡河和波罗的海之间的边界。它还将1940年《德苏商业协议》的贸易管制延长至1942年8月1日，将交付量增加到该协议第一年的水平之上，解决了波罗的海和比萨拉比亚的贸易权，计算了德国在波罗的海国家的财产权益的补偿，这些国家现在被苏联占领，并涵盖了其他问题。它还涵盖了在苏联控制的波罗的海领土上的德国人和德国公民在两个月内移民到德国，以及在德国控制的领土上的波罗的海人和“白俄”“国民”移民到苏联。

## 苏德关系

### 早期政治问题
在宣布莫洛托夫-里宾特洛甫条约之前，西方共产主义者否认会签署这样的条约。赫伯特·比伯曼是好莱坞十大的未来成员，他谴责谣言是“法西斯宣传”。美国共产党主席厄尔·白劳德称苏联将“加入分享波兰战利品的行列”。1939年9月，共产国际暂停了所有反纳粹和反法西斯的宣传，并解释说，欧洲的战争是资本主义国家为了帝国主义目的相互攻击的问题。西方共产主义者采取了相应的行动；尽管他们以前支持集体安全，但现在谴责英国和法国开战。
当捷克斯洛伐克首都布拉格爆发反德示威时，共产国际命令捷克斯洛伐克共产党动用一切力量瘫痪“沙文主义分子”。莫斯科很快迫使法国共产党和大不列颠共产党采取反战立场。9月7日，斯大林致电格格奥尔基·季米特洛夫，他勾画了共产国际关于这场战争的新路线，指出这场战争是不公正的和帝国主义的，并于9月9日得到了共产国际秘书处的批准。因此，西方共产党现在不得不反对战争，并投票反对战争信用。尽管法国共产党于9月2日在议会一致投票支持反对战争，并于9月19日宣布他们保卫国家的“不可动摇的意志”，但共产国际于9月27日正式指示该党谴责这场战争为帝国主义战争。到10月1日，法国共产党主张听取德国的和平建议，领导人莫里斯·多列士于10月4日逃离法国军队，逃往俄罗斯。其他共产主义者也逃离了军队。
德国共产党也有类似的态度。在斯德哥尔摩出版的共产主义报纸《世界报》上，流亡的共产主义领导人瓦爾特·烏布利希反对盟军，称英国代表着“世界上最反动的力量”，并认为，“德国政府宣布准备与苏联建立友好关系，而英法战争集团则希望与社会主义苏联开战。苏联人民和德国人民有兴趣阻止英国的战争计划”。
尽管共产国际发出了警告，但当苏联在9月表示，他们必须进入波兰，以“保护”他们的乌克兰和白俄罗斯同胞免受德国的伤害时，德国的紧张局势加剧了。莫洛托夫后来向德国官员承认，这个借口是必要的，因为克里姆林宫找不到苏联入侵的其他借口。
在《条约》的最初几个月，苏联的外交政策开始对盟国持批评态度，转而更加亲德。1939年10月31日，在最高苏维埃第五次会议期间，莫洛托夫分析了国际形势，从而为共产主义宣传指明了方向。根据莫洛托夫的说法，德国有重新获得大国地位的正当利益，而盟军为了维持凡尔赛体系而发动了一场侵略战争。

### 原材料和军事贸易的扩张
1940年2月11日，德国和苏联签订了一项复杂的贸易协定，比两国在1939年8月签署的贸易协定大四倍多。新的贸易协定帮助德国克服了英国的封锁。在第一年，德国收到了100万吨谷物、50万吨小麦、90万吨石油、10万吨棉花、50万吨磷酸盐和大量其他重要原材料，以及从满洲过境的100万吨大豆。这些物资正在苏联和被占领的波兰领土上运输。苏联将接收一艘海军巡洋舰、俾斯麦号战列舰、重型舰炮、其他海军装备和30架德国最新战机，包括Bf 109和Bf 110战斗机以及Ju 88轰炸机。苏联还将获得石油和电力设备、机车、涡轮机、发电机、柴油发动机、船舶、机床以及德国火炮、坦克、炸药、化学战设备和其他物品的样本。
苏联还在摩尔曼斯克附近的苏联北部提供了一个潜艇基地，帮助德国避免了英国的海军封锁。这也为袭击和攻击航运提供了一个加油和维护地点以及一个起飞点。此外，苏联为德国提供了货船和袭击者进入北海航线的通道，尽管在德国入侵之前只有商业袭击者科梅特使用了这条航线，这迫使英国保护大西洋和太平洋的海上航道。

### 夏季关系恶化
苏联对芬兰和波罗的海的入侵开始恶化苏联和德国之间的关系。苏联的入侵对柏林来说是一个严重的刺激，因为事先没有向德国人传达完成入侵的意图，这引发了人们对斯大林试图组建反德集团的担忧。莫洛托夫对德国人的保证只会加剧德国人的不信任。6月16日，苏联入侵立陶宛，但在入侵拉脱维亚和爱沙尼亚之前，里宾特洛甫指示他的工作人员“尽快提交一份报告，说明波罗的海国家是否有寻求帝国支持的倾向，或者是否有人试图组建一个集团。”
1940年8月，在罗马尼亚政策分歧、苏联与芬兰战争、德国在根据该协议交付货物方面落后以及斯大林担心希特勒与西方的战争可能在法国签署停战协议后迅速结束后，两国关系紧张，苏联短暂暂停了根据其商业协议交付货物。暂停给德国带来了重大的资源问题。到8月底，两国关系再次改善，两国重新划定了匈牙利和罗马尼亚的边界，并解决了保加利亚的一些主权要求。斯大林再次确信，随着英国改善与德国的空战，以及美国和英国之间关于驱逐舰和基地的协议的执行，德国将在西方面临一场长期战争。
然而，9月初，罗马尼亚安排了德国对油田的占领。此举加剧了与苏联的紧张关系，苏联回应称，根据该协议第三条，德国本应与苏联进行磋商。

### 德苏轴心国会谈
1940年9月，德国与日本和意大利签订《三国同盟条约》后，里宾特洛甫写信给斯大林，邀请莫洛托夫到柏林进行谈判，旨在建立一个由德国、意大利、日本和苏联组成的反对英国和美国的“大陆集团”。斯大林派莫洛托夫前往柏林，就苏联加入轴心国的条件进行谈判，并有可能享受该条约的好处。在1940年11月就扩大苏联势力范围进行谈判后，希特勒中断了谈判，计划最终入侵苏联。

### 后期关系
为了表明对德国的和平意图，1941年4月13日，苏联与轴心国日本签署了苏日中立条约。虽然斯大林对日本的中立承诺几乎没有信心，但他认为该协议的政治象征意义很重要，可以加强公众对德国的好感。斯大林认为，在德国是否应该与苏联开战的问题上，德国圈子里的分歧越来越大。斯大林不知道希特勒自1940年夏天以来一直在秘密讨论入侵苏联，也不知道希特勒在1940年末命令他的军队为东部战争做准备，无论各方是否谈论苏联可能作为第四轴心国加入。

## 终止
1941年6月22日03:15，德国在巴巴罗萨行动中对苏联发动大规模进攻，单方面终止了该条约。斯大林无视德国可能入侵的一再警告，并下令尽管动员仍在进行，但不得“全面”动员部队。入侵发动后，苏联因该协议而获得的领土在几周内就消失了。东南部被并入德国，其余部分被并入奥斯特兰和乌克兰帝国。在六个月内，苏联军队遭受了430万人的伤亡，还有300万人被俘。在经济关系期间，苏联向德国出口的原材料利润丰厚，一直持续到敌对行动爆发。苏联在几个关键地区的出口使德国能够从入侵的第一天到1941年10月维持其橡胶和谷物库存。

## 后果

### 秘密议定书的发现
秘密议定书的德国原件可能在德国轰炸中被毁了，但1943年末，里宾特洛甫下令将1933年以来德国外交部最机密的记录，总计约9800页，制成缩微胶卷。当柏林外交部的各个部门在战争结束时被疏散到图林根州时，曾为首席翻译保罗·奥托·施密特工作的公务员卡尔·冯·洛施被委托制作缩微胶卷副本。他最终接到了销毁秘密文件的命令，但决定将装有缩微胶片的金属容器埋起来，作为他未来安全的个人保险。1945年5月，冯·洛施找到英国中校Robert C.Thomson，要求将一封私人信件转交给丘吉尔的女婿Duncan Sandys。在信中，冯·洛施透露，他知道这些文件的下落，但希望得到优惠待遇。汤姆森和他的美国同行拉尔夫·柯林斯同意，如果冯·洛施制作缩微胶卷，他将把他转移到美国地区的马尔堡。缩微胶卷中有一份《互不侵犯条约》和《秘密议定书》。这两份文件都是1945年8月由美国国务院雇员温德尔·B·布兰克作为缩微胶卷记录的一部分发现的，他是一个名为“开发德国档案”的特别部门的负责人。
秘密协议的消息首次出现在纽伦堡审判期间。被告漢斯·法郎克的律师阿尔弗雷德·塞德尔能够将描述他们的宣誓书作为证据。这封信是纳粹外交部律师弗里德里希·高斯根据记忆写的，他写了这封信，并出席了在莫斯科签署的仪式。后来，塞德尔从一位匿名的盟军消息人士那里获得了秘密协议的德语文本，并试图在审问证人、前外交部国务秘书恩斯特·冯·魏茨泽克时将其作为证据。盟军检察官表示反对，这些文本没有被接受为证据，但魏茨塞克被允许根据记忆对其进行描述，从而证实了高斯的宣誓书。最后，应《圣路易斯邮报》记者的要求，美国副检察官托马斯·J·多德从塞德尔那里获得了一份秘密协议的副本，并将其翻译成了英语。它们于1946年5月22日首次在该报的头版刊登。后来，在英国，《曼彻斯特卫报》发表了这些文章。
1948年1月21日，Raymond J.Sontag和James S.Beddie编辑并出版了国务院官方合集《1939-1941年纳粹与苏联关系》，该协议引起了媒体的广泛关注。出版德苏关系关键文件的决定，包括条约和议定书，已经在1947年春天做出。桑塔格和贝迪在1947年夏天准备了这个系列。1947年11月，哈里·S·杜鲁门总统亲自批准了该出版物，但由于定于12月在伦敦举行的外交部长会议，该出版物被推迟。由于从美国的角度来看，那次会议上的谈判并没有被证明是建设性的，因此文件版被送交了新闻界。这些文件成为世界各地的头条新闻。国务院官员认为这是一次成功：“苏联政府措手不及，这是我们一方在一场明确的宣传战中的第一次有效打击。”
尽管西方媒体公布了回收的副本，但几十年来，苏联的官方政策一直否认秘密议定书的存在。直到1989年，该秘密协议的存在才被正式承认。法国共产党直到1968年才承认秘密协议的存在，因为该党已经去斯大林化了。
1986年8月23日，包括纽约、伦敦、斯德哥尔摩、多伦多、西雅图和珀斯在内的21个西部城市的数万名示威者参加了黑丝带日集会，以引起人们对秘密协议的关注。

### 斯大林的历史造假者与轴心国谈判
作为对国务院版《纳粹与苏联关系》（1948年）中公布的秘密协议和其他德苏关系秘密文件的回应，斯大林出版了《历史造假者》，其中声称在条约实施期间，斯大林拒绝了希特勒关于分享世界分裂的主张，没有提及苏联加入轴心国的提议。这个版本无一例外地存在于苏联出版的历史研究、官方账目、回忆录和教科书中，直到苏联解体。
该书还声称，慕尼黑协议是德国和“西方”之间的“秘密协议”，是“他们旨在煽动希特勒侵略者对抗苏联的政策的一个非常重要的阶段”。

### 拒绝秘密协议
几十年来，苏联的官方政策是否认《苏德条约》秘密议定书的存在。在米哈伊尔·戈尔巴乔夫的授意下，亚历山大·尼古拉耶维奇·雅科夫列夫领导了一个委员会，调查是否存在这样的协议。1989年12月，委员会得出结论认为该议定书已经存在，并向苏联人民代表大会透露了其调查结果。因此，国会通过了一项宣言，确认了秘密协议的存在，并对其进行了谴责。因此，苏联政府最终承认并谴责了《秘密条约》。最后一任国家元首米哈伊尔·戈尔巴乔夫谴责了该条约。弗拉基米尔·普京谴责该协议“不道德”，但也为其辩护称其为“必要的邪恶”。在2019年12月19日的新闻发布会上，普京更进一步宣布，该协议的签署并不比1938年导致捷克斯洛伐克分治的《慕尼黑协议》更糟糕。
条约缔约国的两个继承国在审查了德国原件的缩微胶卷副本后，分别于1989年9月1日和1989年12月24日宣布秘密议定书自签署之日起无效。
原始文件的苏联副本于1992年解密，并于1993年初发表在一份科学期刊上。
2009年8月，俄罗斯总理弗拉基米尔·普京在撰写的一篇文章中谴责《莫洛托夫-里宾特洛甫条约》是“不道德的”。
俄罗斯民族主义者和修正主义者，包括俄罗斯否定主义者亚历山大·久科夫和纳塔利娅·纳罗奇尼茨卡娅，他们的书中有俄罗斯外交部长谢尔盖·拉夫罗夫的批准前言，他们将该协议描述为一项必要措施，因为英国和法国未能达成反法西斯协议。

### 战后对斯大林和希特勒动机的评论
一些学者认为，从苏联、英国和法国三方谈判一开始，苏联就明确要求其他各方同意苏联占领爱沙尼亚、拉脱维亚和立陶宛，并将芬兰纳入苏联的势力范围。
关于德国和解的时机，许多历史学家一致认为，马克西姆·李维诺夫被解职，消除了与德国谈判的障碍。李维诺夫的犹太种族被纳粹德国视为不利种族。斯大林立即指示莫洛托夫“清洗犹太人部”。鉴于李维诺夫之前试图建立反法西斯联盟，与法国和英国的集体安全理论相结合，以及以克林姆林宫的标准来看的亲西方取向，他的解职表明苏联有与德国和解的选择。同样，莫洛托夫的任命向德国发出了一个信号，即苏联愿意接受邀请。解雇也向法国和英国发出了与德国存在潜在谈判选择的信号。一位英国官员写道，李维诺夫的离职也意味着失去了一位令人钦佩的技术人员或减震器，但莫洛托夫的“作案手法”“更像是布尔什维克，而不是外交或国际性的。”卡尔认为，苏联在1939年5月3日用莫洛托夫取代李维诺夫，这并不是向与德国结盟的不可逆转的转变，而是斯大林通过任命一位众所周知的硬汉担任外交委员，与英国和法国进行硬谈判的方式。历史学家阿尔伯特·里塞斯表示，李维诺夫被解职给了苏联寻求更快的德国谈判的自由，但他们并没有放弃英法谈判。Derek Watson认为，莫洛托夫可以与英国和法国达成最好的协议，因为他没有集体安全的包袱，可以与德国谈判。杰弗里·罗伯茨认为，李维诺夫的解职有助于苏联进行英法谈判，因为李维诺夫怀疑甚至可能反对这种讨论。
经常维护苏联政策的E·H·卡尔表示：“作为‘不干预’的回报，斯大林获得了免受德国攻击的喘息空间。”根据卡尔的说法，通过该协议建立的“堡垒”“过去是，也只能是，抵御德国潜在攻击的防线。”，一个重要的优势是，“如果苏俄最终不得不与希特勒作战，西方大国就会介入。”然而，在过去的几十年里，这种观点一直存在争议。历史学家维尔纳·马瑟表示，“正如斯大林所认为的那样，苏联当时受到希特勒威胁的说法……是一个传奇，斯大林本人也属于这个传奇的创造者。在马瑟看来，“德国和日本都没有处于入侵苏联的境地，即使从最不成功的角度来看，”斯大林一定不知道。卡尔进一步表示，很长一段时间以来，斯大林突然改变路线的主要动机被认为是对德国侵略意图的恐惧。另一方面，出生于苏联的澳大利亚历史作家亚历克斯·雷夫钦将该协议描述为“苏联与魔鬼的交易，其中包含一项秘密协议，规定将中东欧剩余的独立国家视为历史上两个最伟大的怪物的一些放荡的品尝菜单上的课程。"
许多波兰报纸发表了大量文章，声称俄罗斯必须为该协议向波兰道歉。
苏联军队进入波罗的海国家两周后，柏林要求芬兰允许德国军队过境。五周后，希特勒发布了一项秘密指令，“解决俄罗斯问题，考虑战争准备”，这场战争的目标包括建立波罗的海邦联。
许多德国历史学家驳斥了巴巴罗萨行动是先发制人的说法，如安德烈亚斯·希尔格鲁伯、罗尔夫·迪特尔·米勒和克里斯蒂安·哈特曼，但他们也承认苏联对邻国具有侵略性。

## 纪念
该协议在战后的苏联是一个禁忌话题。1989年12月，苏联人民代表大会谴责该协议及其秘密议定书“在法律上有缺陷且无效”。在现代俄罗斯，亲政府的宣传经常对该协议进行正面或中性的描述；例如，俄罗斯教科书倾向于将该协议描述为一种防御措施，而不是旨在扩大领土。2009年，俄罗斯总统弗拉基米尔·普京表示“有理由谴责该条约”，但在2014年，他将其描述为“俄罗斯生存所必需的”。对苏联在第二次世界大战中角色的正面描述产生怀疑的指控被视为对现代俄罗斯国家的高度质疑，现代俄罗斯国家将俄罗斯在战争中的胜利视为“国家意识形态最受尊敬的支柱”之一，使现政府及其政策合法化。
2009年，欧洲议会宣布8月23日为《莫洛托夫-里宾特洛甫条约》周年纪念日，为斯大林主义和纳粹主义受害者欧洲纪念日，以尊严和公正的态度纪念。关于《莫洛托夫-里宾特洛甫条约》，欧洲安全与合作组织议会决议谴责共产主义和法西斯主义发动了第二次世界大战，并呼吁在8月23日为斯大林主义和纳粹主义的受害者设立纪念日。作为对该决议的回应，俄罗斯立法者以“严厉的后果”威胁欧安组织。十年后，欧洲议会通过了一项类似的决议，将欧洲爆发战争归咎于1939年的《莫洛托夫-里宾特洛甫条约》，并再次招致俄罗斯当局的批评。